# 羽田野啓太
羽田野 啓太（はだの けいた、2003年1月29日 - ）は、日本の柔道家。愛知県豊川市出身。身長168cm。階級は66kg級。組み手は左組み。得意技は背負投。

## 経歴
豊川市の羽田野道場で柔道を始めた。一宮中学から四日市中央工業高校へ進むと、2年の時にインターハイ66kg級で5位になった。2021年に國學院大學へ進学すると、2年の時には全日本ジュニアで2位となった。3年の時にはフランスジュニア国際で優勝するも、全日本ジュニアでは決勝で東海大学2年の福田大和に技ありで敗れて2位にとどまった。世界ジュニアでは準々決勝でエストニアのビルジャル・リパルドに敗れるも、その後の敗者復活戦を勝ち上がって3位となった。団体戦では決勝のフランス戦で勝利すると、チームも優勝を飾った。グランプリ・リンツでは決勝まで進むと、イスラエルのバールーフ・シュマイロフを技ありで破ってIJFワールド柔道ツアー初優勝を飾った。
IJF世界ランキングは1050ポイント獲得で48位（2024年10月14日現在）。

## 戦績
- 2019年 - インターハイ 5位
- 2022年 - 全日本ジュニア 2位
- 2022年 - 講道館杯 7位
- 2023年 - 体重別 3位
- 2023年 - フランスジュニア国際 優勝
- 2023年 - 全日本ジュニア 2位
- 2023年 - 世界ジュニア 個人戦 3位 団体戦 優勝
- 2024年 - グランプリ・リンツ 優勝
- 2024年 - 体重別団体 優勝

（出典）